# Alaska Range
Alaska Range är en bergskedja i delstaten Alaska i USA. Kedjan har formen av en båge och är ungefär 750 kilometer lång.
Den börjar nordöst om Aleutian Range och består av fem tydliga berggrupper och några mindre berggrupper. De störa grupperna är Revelation Mountains, Kichatna Mountains,  Central Alaska Range, Eastern Alaska Range och Delta Mountains. Den högsta toppen i bergskedjan är Denali vid 6 190,5 meter över havet. Den är även Nordamerikas högsta bergstopp.
Stora delar av bergskedjan är täckta av glaciärer och glaciärernas hela yta uppskattades 1980 med 13 900 km².